# Mesochorus contractus
Mesochorus contractus là một loài tò vò trong họ Ichneumonidae.